# Бычки (Липецкая область)
Бычки́ — деревня Гагаринского сельсовета Лев-Толстовского района Липецкой области.

## Название
От диалектного «бык, бычок» — возвышение на мысу, образуемое двумя балками.

## История
Возникла во второй половине XVIII в. В документах 1771 года отмечается деревня Бычки, «что была пустошь дикое поле».

## Население
| 2000 | 2010 |
| ---- | ---- |
| 96   | ↘54  |